# Municipal Waste
O Municipal Waste é uma banda de crossover thrash de Richmond, Virgínia, Estados Unidos. Apontados pelo The Guardian como o The Big 4 da nova geração ao lado de Evile, Toxic Holocaust e Bonded By Blood, a banda já realizou turnês com as bandas Napalm Death, Testament e Iced Earth.
A banda faz um crossover/thrashcore, calçada no estilo com o thrash metal. Tendo influência de bandas como Suicidal Tendencies, D.R.I., Nuclear Assault e Anthrax. No início, a sonoridade do grupo era mais rápida, valendo-se de elementos do thrash clássico, mas ao longo dos anos foi absorvendo elementos metalicos no som, estabelecendo com o crossover. Os discos "Hazardous Mutation" e "Art Of Partying" foram lançados no Brasil pela Enemy One Records em 2007. Nos concertos do Municipal Waste é normal que aconteça o chamado "crowd surf" com pranchas de bodyboard. A banda passou por São Paulo e Rio de Janeiro em 2010 na divulgação da turnê do disco Massive Agressive.

## Integrantes

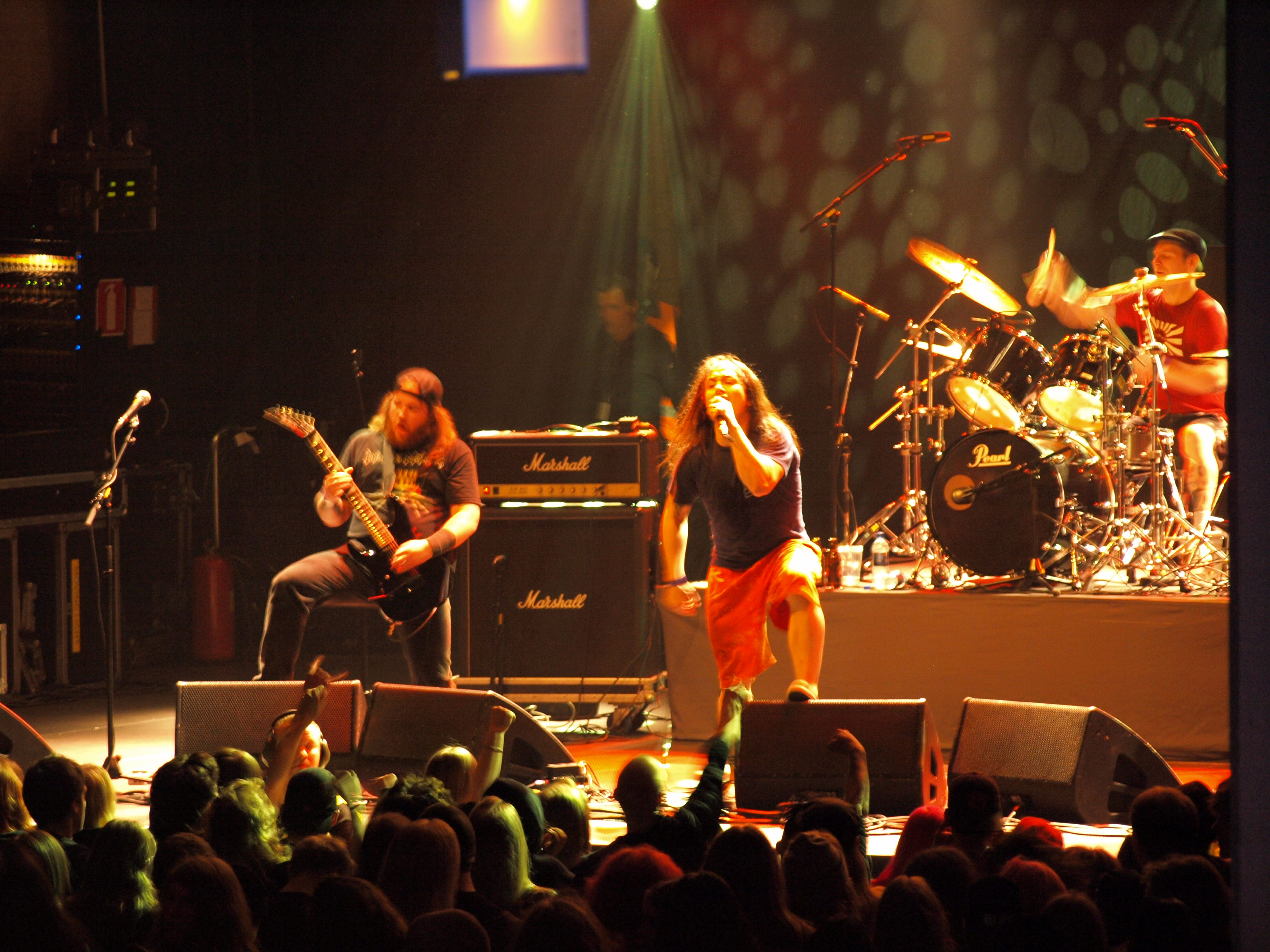
Municipal Waste no Finnish Metal Expo em 2008

### Formação atual
| Integrante             | Instrumento   | Período    |
| ---------------------- | ------------- | ---------- |
| Tony Foresta           | Vocal         | Desde 2000 |
| Ryan Waste             | Guitarra      | Desde 2000 |
| Philip "Landphil" Hall | Baixo e vocal | Desde 2004 |
| Dave Witte             | Bateria       | Desde 2004 |

### Ex-integrantes
| Integrante     | Instrumento | Período     |
| -------------- | ----------- | ----------- |
| Andy Harris    | Baixo       | 2000 - 2004 |
| Brendan Trache | Bateria     | 2000 - 2002 |
| Brandon Ferrel | Bateria     | 2002 - 2004 |

## Discografia

### Álbuns de estúdio
| Ano  | Título               |
| ---- | -------------------- |
| 2003 | Waste 'em All        |
| 2005 | Hazardous Mutation   |
| 2007 | The Art of Partying  |
| 2009 | Massive Aggressive   |
| 2012 | The Fatal Feast      |
| 2017 | Slime and Punishment |

### EP's
| Ano  | Título                          |
| ---- | ------------------------------- |
| 2001 | Municipal Waste                 |
| 2007 | The Art of Partying (EP)        |
| 2012 | Scion Presents: Municipal Waste |
| 2012 | Garbage Pack                    |

### Splits
| Ano  | Título                                 |
| ---- | -------------------------------------- |
| 2002 | Municipal Waste / Crucial Unit         |
| 2003 | Tango and Thrash (com Bad Acip Trip)   |
| 2005 | Louder Than Hell                       |
| 2012 | Toxic Waste (EP) (com Toxic Holocaust) |